# Kraven the Hunter (film)
Kraven the Hunter is een Amerikaanse superheldenfilm uit 2024, geregisseerd door J. C. Chandor, geproduceerd door Columbia Pictures in samenwerking met Marvel Entertainment en gedistribueerd door Sony Pictures Releasing.
De film is gebaseerd op het gelijknamige personage uit de Marvel Comics en de vijfde film in het Sony's Spider-Man Universe (SSU).

## Verhaal
Sergei Kravinoff (Aaron Taylor-Johnson) wordt als tiener door zijn vader (Russel Crowe) tijdens de jacht voor dood achtergelaten. Door de vermenging van zijn bloed en het bloed van de leeuw die hem bijna doodde, verkreeg hij superkrachten en overleefde hij de aanval.

## Rolverdeling
| Acteur               | Personage                          |
| -------------------- | ---------------------------------- |
| Aaron Taylor-Johnson | Sergei Kravinoff/Kraven the Hunter |
| Ariana DeBose        | Calypso                            |
| Russell Crowe        | Nikolai Kravinoff                  |
| Fred Hechinger       | Dmitri Smerdyakov/Chameleon        |
| Christopher Abbott   | Foreigner                          |
| Alessandro Nivola    | Aleksei Sytsevich/Rhino            |

## Productie
Regisseur Sam Raimi was van plan om het Marvel Comics-personage Kraven the Hunter op te nemen in zijn vierde Spider-Man-film voordat dat project werd geannuleerd ten gunste van de reboot van de franchise met The Amazing Spider-Man (2012). Sony Pictures kondigde in december 2013 plannen aan voor The Amazing Spider-Man 2 (2014) om een gedeeld universum te creëren - geïnspireerd door het Marvel Cinematic Universe (MCU) - gebaseerd op de Marvel-personages waar ze de rechten op hadden, waarbij regisseur Marc Webb interesse toonde om Kraven the Hunter op film te zien verschijnen. In februari 2015 kondigden Sony en Marvel Studios een nieuwe samenwerking aan om de film Spider-Man: Homecoming (2017) te coproduceren en het Spider-Man-personage te integreren met Marvel's MCU. Sony kondigde in mei 2017 hun eigen gedeelde universum aan, het Sony's Spider-Man Universe als aanvulling op het MCU, met Spider-Man-gerelateerde personages, te beginnen met Venom (2018). De studio overwoog een ook een Kraven-film voor het universum. Voordat regisseur Ryan Coogler hoorde dat Sony de filmrechten voor Kraven had, hoopte hij het personage op te nemen in zijn MCU-film Black Panther (2018) vanwege een gevecht tussen Black Panther en Kraven in Christopher Priest's Black Panther-comic.
Richard Wenk werd in augustus 2018 ingehuurd om een scenario te schrijven voor Kraven the Hunter, een maand na de succesvolle release van Sony's The Equalizer 2 (2018), waarvoor hij het scenario schreef. Het project werd aangekondigd als "het volgende hoofdstuk" van Sony's gedeelde universum. Wenk kreeg de taak om Kraven aan het publiek voor te stellen en uit te zoeken op welk personage hij in de film kon jagen, aangezien het onwaarschijnlijk was dat Spider-Man, die in de stripboeken als Kraven's "witte walvis" wordt beschouwd, zou verschijnen vanwege de MCU-deal. Of de film zich op een volwassen publiek zou richten, zou afhangen van de reactie van het publiek op Venoms duisterdere benadering. In oktober zei Wenk dat hij het verhaal en de toon van de film aan het uitzoeken was voordat hij met het schrijven begon. Hij was van plan zich te houden aan de stripverhalen van het personage, onder meer door Kraven tegen Spider-Man te laten vechten. Wenk zei dat Sony van plan was de verhaallijn van het stripboek Kraven's Last Hunt aan te passen en er waren voortdurende discussies over de vraag of dat in deze film of in een latere film zou gebeuren. Wenk vergeleek deze laatste aanpak met de tweedelige film Kill Bill (2003 en 2004). Hij toonde interesse om Equalizer-regisseur Antoine Fuqua bij de film te laten komen. Fuqua overwoog om Sony's Marvel-film Morbius (2022) te regisseren en zou op basis van het script beslissen om Kraven te regisseren. Sony bevestigde dat er in maart 2019 een film met Kraven in ontwikkeling was.
Jon Watts, regisseur van Spider-Man: Homecoming en het vervolg Spider-Man: Far From Home (2019), toonde interesse om Kraven te regisseren in een potentiële derde Spider-Man-film die zich afspeelt binnen het MCU, waarbij Peter Parker/Spider-Man het opneemt tegen Kraven, maar dit idee werd verlaten ten gunste van het verhaal van Spider-Man: No Way Home (2021). In augustus 2020 werd door Art Marcum en Matt Holloway het script herschreven. Het duo werd uiteindelijk samen met Wenk gecrediteerd voor het scenario, gebaseerd op het verhaal van Wenk. Op dat moment begon J. C. Chandor gesprekken om de film te regisseren, terwijl Matt Tolmach en Avi Arad als producenten werden aangesteld, samen met Amy Pascal. Chandor werd bevestigd als regisseur in mei 2021, toen Aaron Taylor-Johnson werd gecast voor de hoofdrol als Kraven. Sony had eerder acteurs als Brad Pitt, Keanu Reeves, John David Washington en Adam Driver benaderd voor de rol, maar kozen uiteindelijk voor Taylor-Johnson naar aanleiding van zijn vertolking in de film Bullet Train (2022).
De filmopnames vonden begin februari 2022 plaats in IJsland, aan het Mývatn-meer, onder de werktitel Safari. Vanaf 20 maart 2022 werd er gefilmd in Londen onder de werktitel Spiral. In april 2023 werd bekendgemaakt dat de film een "R-rating" kreeg van de Motion Picture Association of America, de eerste maal voor een film in het SSU.
De eerste filmtrailer werd door Sony getoond op de CinemaCon in april 2023 in Las Vegas. Op 19 juni 2023 lekte de trailer online en werd vervolgens dezelfde dag gevolgd door de officiële poster en trailer.

## Release en ontvangst
Ten gevolge van de SAG-AFTRA-staking werd de verwachte releasedatum verscheidene malen uitgesteld, van data in 2023 naar 30 augustus 2024 en vervolgens naar 13 december 2024. De film kreeg overwegend negatieve kritieken van de filmcritici, met een score van 15% op Rotten Tomatoes, gebaseerd op 132 beoordelingen.

### Kassaopbrengsten
Kraven the Hunter ging in de Amerikaanse bioscopen in première naast The Lord of the Rings: The War of the Rohirrim met de verwachting van een bruto opbrengst in het openingsweekend van 13 à 15 miljoen Amerikaanse dollars in 3200 bioscopen. De film bracht uiteindelijk 11 miljoen dollar op in zijn openingsweekend en eindigde daarmee op de derde plaats aan de kassa. Op 15 december 2024 had de film, samen met de opbrengst van 15 miljoen dollar in de andere gebieden, een totale opbrengst van 26 miljoen dollar. De film bracht uiteindelijk wereldwijd 62 miljoen dollar op, tegenover een budget van 150 miljoen. Na de tegenvallende ontvangst van de film besloot Sony Pictures het SSU te beëindigen.